# Педосы (Хмельницкий район)
Педосы (укр. Педоси) — село на Украине, находится в Хмельницком районе Винницкой области.
Код КОАТУУ — 0524884505. Население по переписи 2001 года составляет 253 человека. Почтовый индекс — 22054. Телефонный код — 4338.
Занимает площадь 1,3 км².

## Адрес местного совета
22054, Винницкая область, Хмельницкий р-н, с. Лозовая, ул. Ленина, 25а